# Raz de Sein
De Raz de Sein is een deel van de zee tussen het Île de Sein en het Pointe du Raz in het Franse departement Finistère in de regio Bretagne.
Dit getijdenwater is een essentiële doorgang voor schepen die tussen de Atlantische Oceaan en het Kanaal willen varen, omdat verder naar het westen bij vloed het Île de Sein en zijn talud zich over meer dan dertig mijl uitstrekken.
Dit is een zeer gevaarlijke zone voor de scheepvaart vanwege de hevige zeestromingen door de getijden (tot zes knopen tijdens springtij). De stroming zorgt ervoor dat de zee snel stijgt en het wordt aanbevolen dat zware schepen deze zeestraat alleen proberen over te steken bij stilstaand water tijdens rustiger omstandigheden.
De Raz de Sein wordt begrensd door de vuurtorens La Vieille en Petite Vieille en door de kustlijn van het Île de Sein.

## Zeerampen
Tijdens de Franse Revolutionaire Oorlogen en de Napoleontische Oorlogen blokkeerde de Royal Navy de strategisch belangrijke haven van Brest. Franse schepen die Brest verlieten moesten verschillende wegen nemen, waaronder de Raz de Sein. Dit was dan ook het toneel van verschillende belangrijke acties, met name de Slag bij de Raz de Sein. Met name tijdens de Expédition d'Irlande, op 16 december 1796, verging de Séduisant toen de Franse invasievloot 's nachts in stormachtig weer door de Raz de Sein voer in een poging om de blokkerende schepen te ontwijken.
Op 26 mei 2006 stierf Édouard Michelin jr. tijdens het vissen op zeebaars met zijn schip Liberté. De schipper van de boot, Guillaume Normant, verloor ook het leven bij het ongeluk. De boot werd twee dagen later gevonden zonder zichtbare schade, op 70 meter diepte en ongeveer 15 km van het Île de Sein.